# Libertad (Misamis Oriental)
Libertad (Bayan ng Libertad) är en kommun i Filippinerna. Kommunen ligger på ön Mindanao, och tillhör provinsen Misamis Oriental. Folkmängden uppgår till 10 231 invånare.
Libertad är indelat i 9 barangayer.